# Biserica Sfinții Împărați - Șubești din Câmpulung
Biserica Sfinții Împărați - Șubești din Câmpulung este un monument istoric aflat pe teritoriul municipiului Câmpulung. În Repertoriul Arheologic Național, monumentul apare cu codul 13506.14.

## Galerie

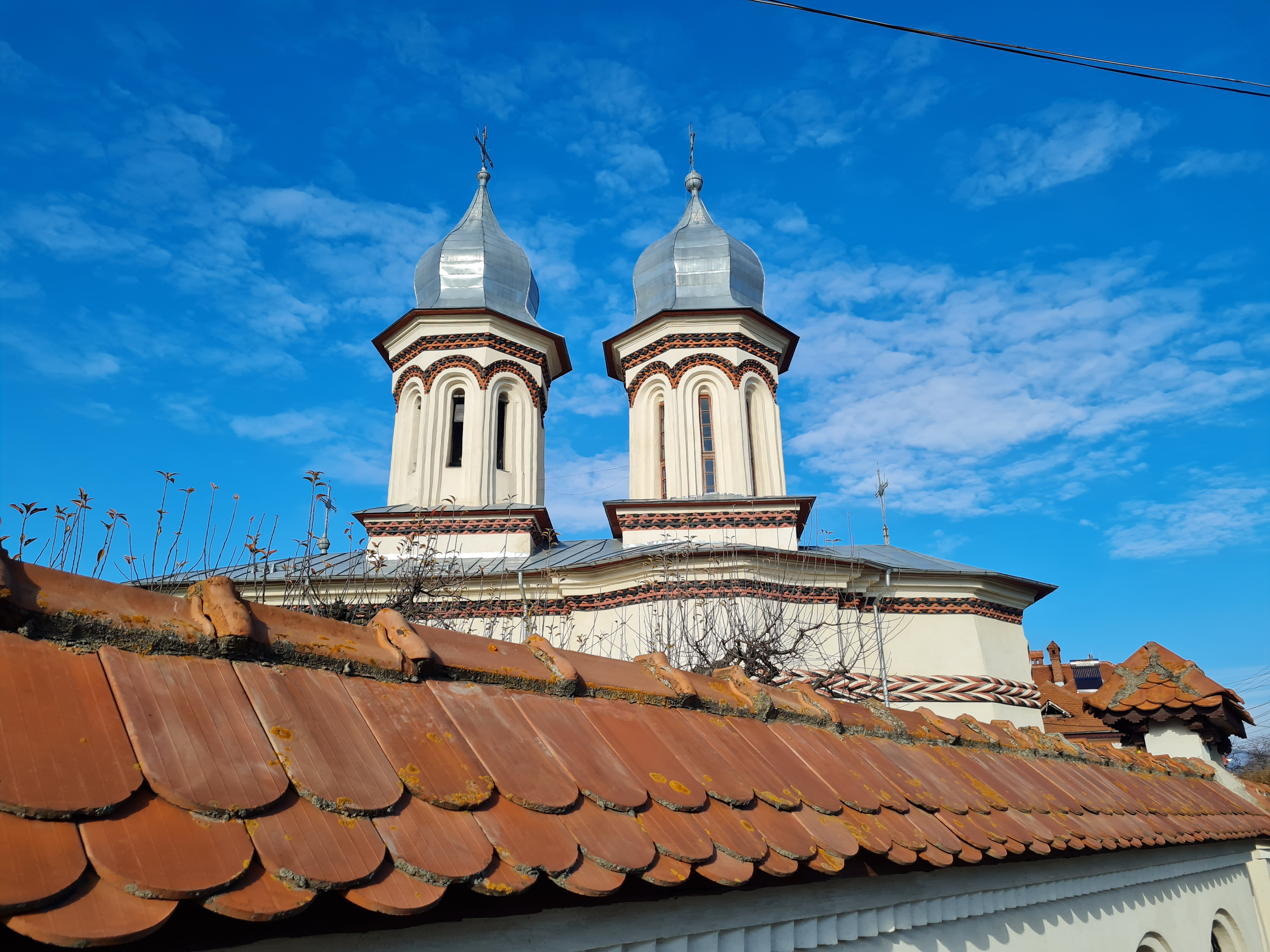
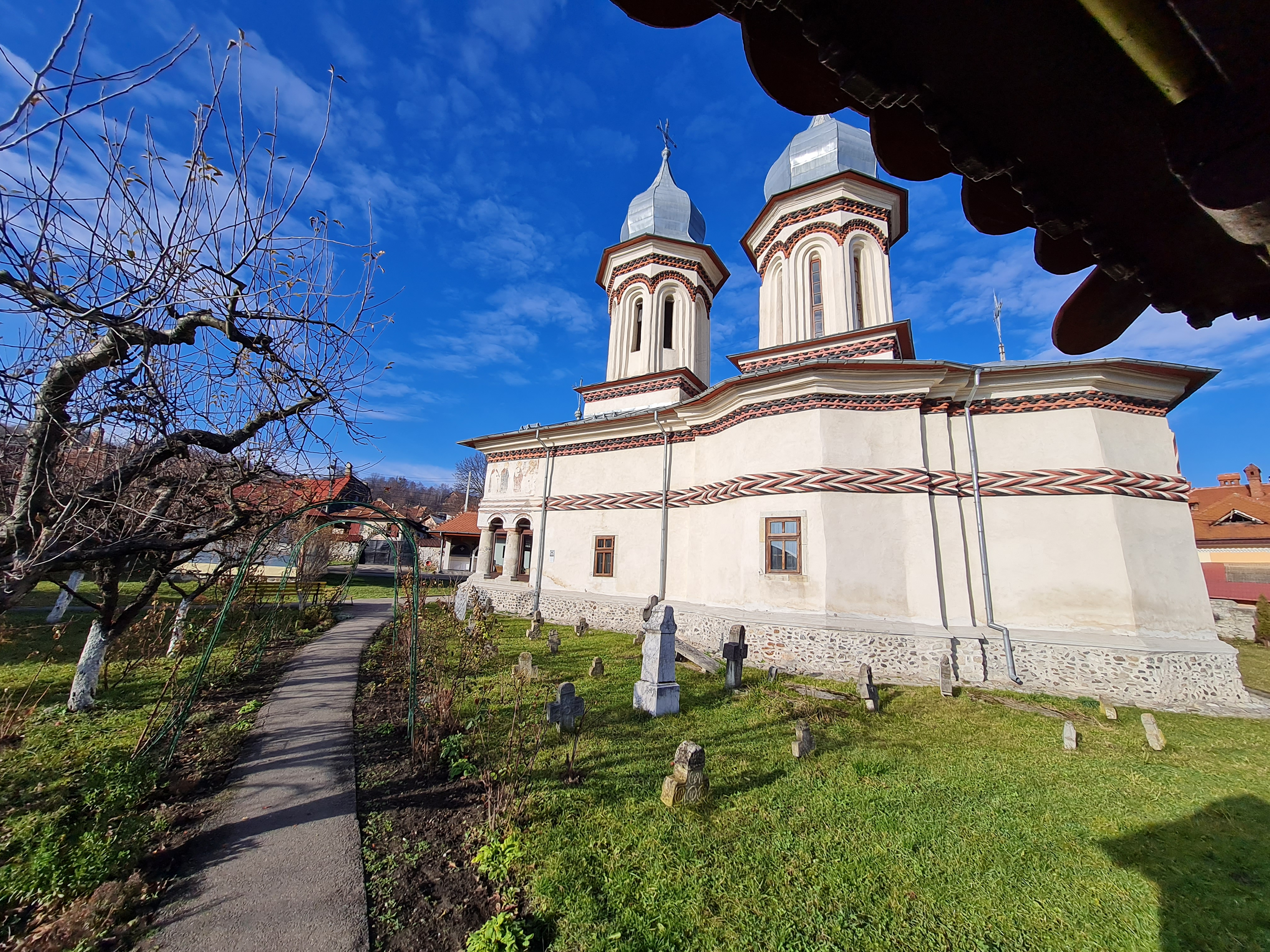
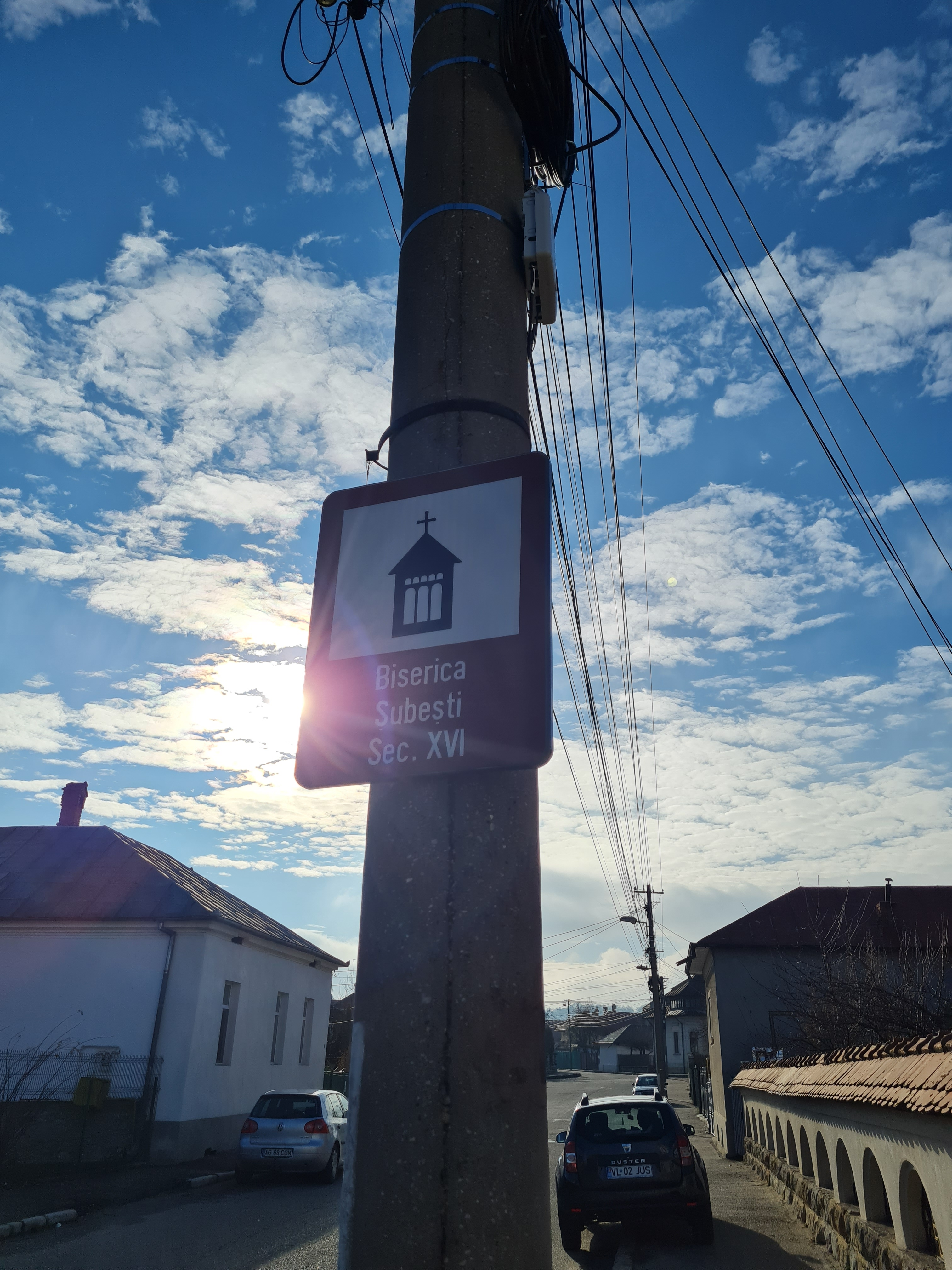
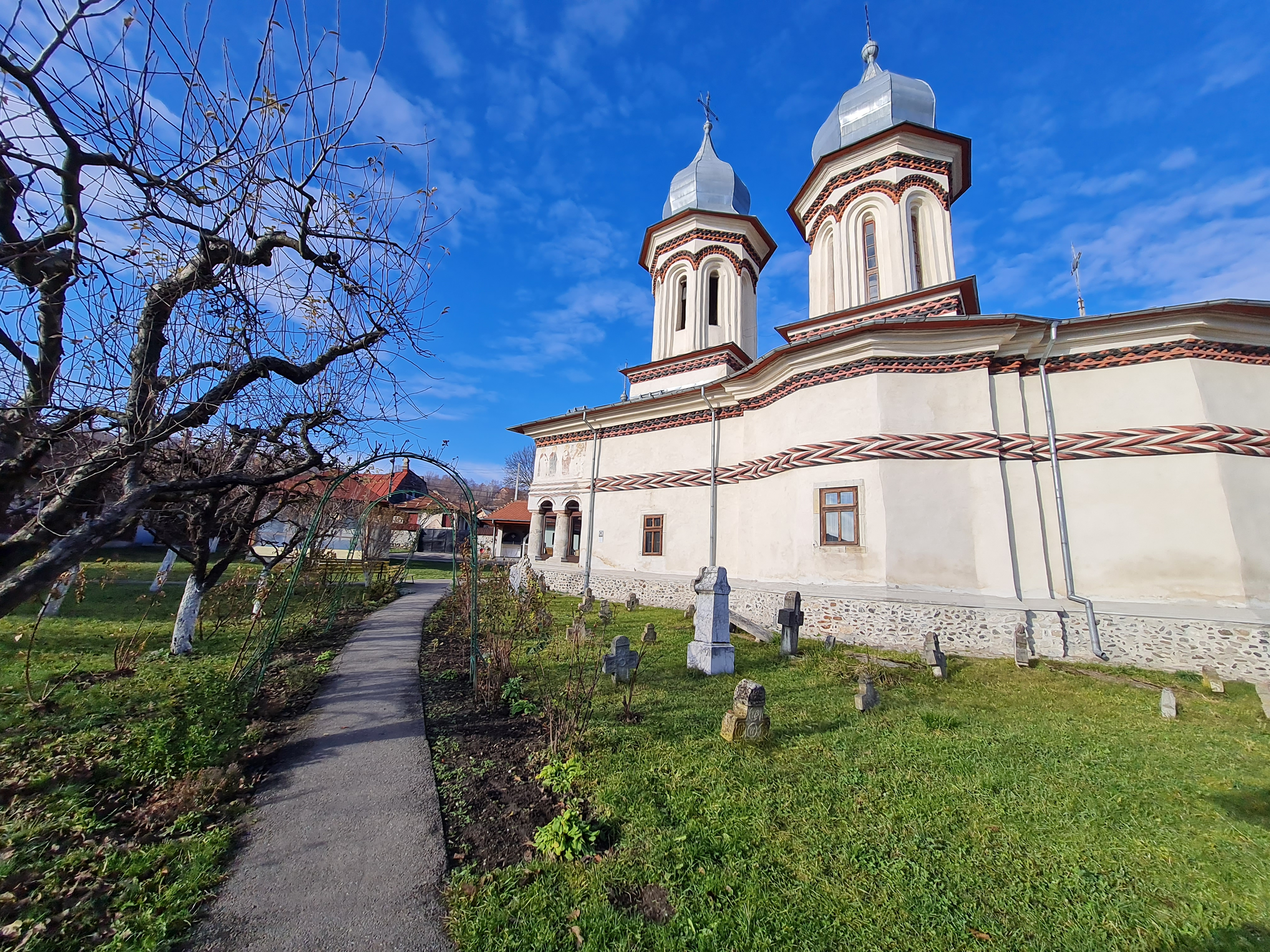